# 1297
1297 (MCCXCVII) var ett normalår som började en tisdag i den julianska kalendern.

## Händelser

### Januari
- 8 januari – Monaco blir självständig stat.[1]

### April
- 14 april – Brand i Stockholm.[2]

### September
- 11 september – Skottland slår England i slaget vid Stirling Bridge.[3]

### Okänt datum
- Köpmannen Johan Skule i Västerås sätter sitt sigill under en urkund. Detta är Sveriges äldsta bevarade borgarsigill.
- Av ett brev från kung Birger, ärkebiskop Nils och marsken Torgils Knutsson framgår, att hälsingarna ännu inte börjat betala tionde.
- Kung Edward I av England förbinder sig att inte pålägga några skatter utan parlamentets medgivande.
- Portugisisk vattenhund beskrivs första gången i en munks rapport från en drunknade sjöman, som av en hund.[4]

## Födda
- 25 mars – Andronikos III Palaiologos, bysantinsk kejsare.
- Ingeborg Eriksdotter av Norge, prinsessa av Norge och Sverige.

## Avlidna
- 18 juni – Judith av Habsburg, drottning av Böhmen och Polen.

### Fotnoter
1. ↑  World Statesmen
2. ↑  ”Värmlands brandhistoriska klubb”. Arkiverad från originalet den 12 oktober 2011. https://www.webcitation.org/62NB7kO36?url=http://www.brandhistoriska.org/olyckor_se.html. Läst 16 mars 2011.
3. ↑  Det hände i dag - 11 september
4. ↑  "History of the Portuguese Water Dog", Kathryn Braund and Deyanne Farrell Miller, The Complete Portuguese Water Dog, 1986, DeLeao Arkiverad 27 mars 2013 hämtat från the Wayback Machine..